# Steinkiste von Bromölla

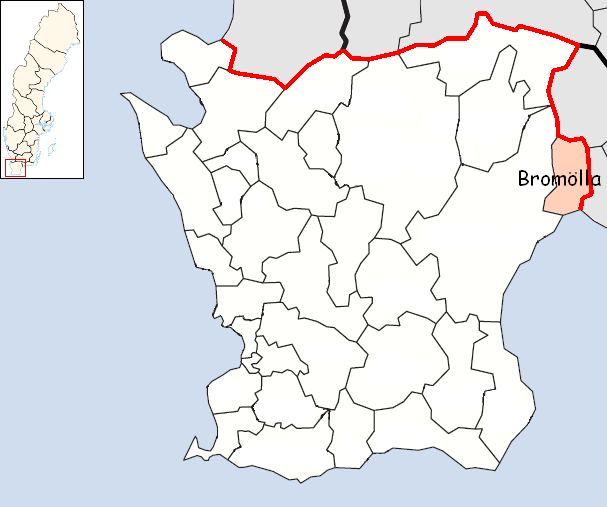
Lage

Die Steinkiste von Bromölla (schwedisch Hällkista - RAÄ-Nr. Ivetofta 18:1)  liegt im Ort in einem kleinen Wäldchen an der Straße Tians Väg, dem durch Bromölla führenden Riksväg 116 im äußersten Osten von Schonen in Schweden. Neolithische Monumente sind Ausdruck der Kultur und Ideologie neolithischer Gesellschaften. Ihre Entstehung und Funktion gelten als Kennzeichen der sozialen Entwicklung.
Die etwa 4000 Jahre alte Steinkiste aus dem nordischen Endneolithikum wurde 1936 im Zusammenhang mit ihrer Restaurierung und Sicherung durch eine Stahlkonstruktion untersucht. Die Megalithische Steinkiste war ursprünglich länger. Erhalten sind ein Endstein, drei Decksteine und acht Tragsteine. Es stellte sich heraus, dass der Kammerboden gepflastert war. Gemäß Überlieferungen von 1915 wurden in der Kammer eine Steinaxthälfte und ein Stück Feuerstein gefunden.
Bromölla ist auch für den Fund einer zweiteiligen Gussform aus Speckstein für Messer und Nadeln bekannt.